# Johann Nobili
Johann Nobili (1798.–1884.) gróf, császári és királyi altábornagy, Windisch-Grätz vezérkari főnöke.

## Pályafutása
Édesapja híres hadvezér, tábornagy. János főherceg hadmérnöki akadémián végzett, és hadnagyként vett részt a Napóleon elleni 1814-es és 1815-ös hadjáratokban. A háború után sokáig a vezérkarnál szolgált. 1834-ben a 21. gyalogezred őrnagya lett. 1837-ben már ezredes volt a 33. gyalogezrednél. 1845-ben vezérőrnaggyá léptették elő és dandárparancsnok lett Bécsben.
1848 nyarán dandárjával Itáliába vezényelték, októbertől már Windisch-Grätz seregének vezérkari főnöke volt. Ő dolgozza ki a Magyarország elleni támadás terveit. A téli sikerekért altábornaggyá léptetik elő (1849. január), a tavaszi kudarcok után viszont a főparancsnokkal együtt mennie kellett. 1849 október elején az átadott Komárom ideiglenes parancsnokának nevezték ki. Megírta  Windisch-Grätz hadjáratának hivatalos történetét. 1850-ben a VIII. hadtest parancsnoka lett. 1853-tól Lombardia-Velence katonai kormányzójának helyettese. 1861-ben nyugdíjba vonult.